# Manuel Dos Santos (football)
Pour les articles homonymes, voir Manuel Dos Santos et Dos Santos.
Manuel Dos Santos est un footballeur puis entraîneur français, né le 28 mars 1974 à Praia au Cap-Vert. Il joue au poste d'arrière gauche du milieu des années 1990 à la fin des années 2000.
Formé à l'AS Monaco avec laquelle il remporte le championnat de France en 1997, il évolue ensuite au Montpellier HSC, à l'Olympique de Marseille avec lequel il est finaliste de la Coupe UEFA en 2004. Il rejoint ensuite le Benfica Lisbonne et remporte le championnat du Portugal en 2005. De retour en France, il dispute une saison à l'AS Monaco avant de finir sa carrière professionnelle au RC Strasbourg.
Il rejoint ensuite l'encadrement de l'AS Monaco comme entraîneur des équipes de jeunes.

## Biographie
Manuel Dos Santos commence le football en 1984 à l'AS Monaco. Il rejoint le groupe professionnel en 1995 et débute en première division, le 25 juillet 1995, lors d'un déplacement à l'OGC Nice. Il dispute vingt rencontres du championnat, au poste d'arrière ou de milieu gauche, lors de cette saison. L'année suivante, il est victime de la concurrence de Philippe Léonard et de Lilian Martin puis se blesse, ratant la majeure partie de la saison du titre de champion de France. En fin de saison, Il rejoint gratuitement le Montpellier HSC.
Avec les Montpelliérains, Manuel Dos Santos dispute la Coupe Intertoto. Il marque à cette occasion son premier but en professionnel face au FK Čukarički. Battus quatre buts à deux en finale de cette compétition par l'Olympique lyonnais, les Montpelliérains terminent ensuite douzième du championnat. Lors de cette saison, il devient un des meilleurs arrière gauche de Division 1, le magazine France Football l'inclut même dans l'équipe-type de l’année. Après une huitième place en championnat en 1999 et une demi-finale de Coupe de la Ligue perdue contre le FC Metz quatre buts à trois, il remporte la saison suivante la Coupe Intertoto avec ses coéquipiers. En fin de championnat, les Montpelliérains sont cependant relégués en Division 2 et en juillet 2000, il rejoint l'Olympique de Marseille.
Sa première saison à l'OM est un peu terne, dans une équipe marseillaise qui ne termine que quinzième. Dès sa deuxième année, il s'impose comme un élément indispensable du système olympien. En 2003, il réalise sa meilleure saison sous les couleurs marseillaises en tant que capitaine de l'équipe. L'OM termine à la troisième place du championnat et Manuel Dos Santos est le meilleur passeur du club avec cinq passes décisives. En février 2003, ses belles performances sont même récompensées par Jacques Santini qui le présélectionne en équipe de France. Lors de la 35e journée du championnat, alors qu'il est en position de marquer, il est victime d'une fracture du tibia dans un choc avec le gardien bastiais Nicolas Penneteau,. Sa belle saison est cependant récompensée par une nomination dans le onze de l'année du championnat de France 2003. Il revient sur les terrains en cours de saison 2004 et participe au beau parcours de l'OM en Coupe UEFA. Les Marseillais s'inclinent en finale face au Valence CF sur le score de deux buts à zéro. Laissé libre par l'OM, il s'engage alors avec le Benfica Lisbonne.
Avec le club lisboète, il remporte, sous les ordres de Giovanni Trapattoni, le titre de champion du Portugal dès sa première saison, mais perd la finale de la Coupe du Portugal. Mis en garantie de la dette du Benfica avec cinq de ses coéquipiers en début de saison 2005, il perd ensuite sa place de titulaire avec l'arrivée du nouvel entraineur, Ronald Koeman.
Au mercato d'hiver 2005, il refuse de signer au Deportivo Alavés qui ne lui propose qu'un contrat de cinq mois et neuf ans après avoir quitté son club formateur, il signe un contrat de dix-huit mois avec l'AS Monaco qui cherche un remplaçant à Patrice Évra parti à Manchester United. Titulaire à ses débuts, il joue peu l'année suivante et n'est pas prolongé. Il s'engage ensuite avec le Racing Club de Strasbourg. Cette expérience ne dure qu'une année, le Racing est relégué en Ligue 2 et il quitte alors le club. 
N'ayant pas trouvé de club pour la saison 2008-2009, Manuel Dos Santos annonce sa retraite sportive professionnelle le 26 février 2009. 
Il joue par la suite avec le club amateur du Rapid de Menton en CFA2 afin de rester à côté de sa famille installée à Monaco.
En 2010, Manuel Dos Santos revient à l'AS Monaco et devient entraîneur adjoint de Lilian Martin pour l'équipe 3. Il est nommé entraîneur des U19 monégasques en 2011. Il ne reste avec cette catégorie qu'une seule saison puisque l'été suivant, il encadre les U19 Nationaux du club de la Principauté avant de prendre en main les U17 Nationaux puis à nouveau les U19.

## Palmarès
Manuel Dos Santos remporte en 1997 le championnat de France avec l'AS Monaco. Il figure dans l'équipe de la D1 de la saison 1997-1998.
Il est nommé dans le Onze de l'année du championnat de France 2003 sous les couleurs de l'Olympique de Marseille.
Il remporte son second titre, le championnat du Portugal, en 2005, avec le Benfica Lisbonne.
Avec les Lisboètes, il remporte également la Supercoupe du Portugal en 2005, il est également finaliste de la Coupe du Portugal en 2005 et finaliste de la Supercoupe du Portugal en 2004.
En compétition européenne, il est, avec l'Olympique de Marseille, finaliste de la Coupe UEFA en 2004. Avec le Montpellier HSC, il remporte la Coupe Intertoto en 1999 et finaliste de cette même compétition en 1997. Il est le joueur montpelliérain à avoir disputé le plus grand nombre de matchs dans cette compétition avec 15 apparitions.

## Statistiques
Le tableau ci-dessous résume les statistiques en match officiel de Manuel Dos Santos durant sa carrière de joueur professionnel,.
| Saison                | Club                   | Championnat           | Championnat | Championnat | Coupe nationale | Coupe nationale | Coupe de la Ligue | Coupe de la Ligue | Supercoupe | Supercoupe | Compétition(s) continentale(s) | Compétition(s) continentale(s) | Compétition(s) continentale(s) | Total | Total |
| Saison                | Club                   | Division              | M.          | B.          | M.              | B.              | M.                | B.                | M.         | B.         | Comp.                          | M.                             | B.                             | M.    | B.    |
| 1995-1996             | AS Monaco              | Division 1            | 20          | 0           | 3               | 0               | 2                 | 0                 | -          | -          | C3                             | 2                              | 0                              | 27    | 0     |
| 1996-1997             | AS Monaco              | Division 1            | 2           | 0           | -               | -               | 1                 | 0                 | -          | -          | -                              | -                              | -                              | 3     | 0     |
| 1997-1998             | Montpellier HSC        | Division 1            | 32          | 0           | 2               | 0               | 2                 | 0                 | -          | -          | CI                             | 8                              | 1                              | 44    | 1     |
| 1998-1999             | Montpellier HSC        | Division 1            | 32          | 0           | 1               | 0               | 4                 | 0                 | -          | -          | -                              | -                              | -                              | 37    | 0     |
| 1999-2000             | Montpellier HSC        | Division 1            | 30          | 0           | 1               | 0               | 2                 | 0                 | -          | -          | CI+C3                          | 7+3                            | 0+0                            | 43    | 0     |
| 2000-2001             | Olympique de Marseille | Division 1            | 27          | 0           | 2               | 0               | 1                 | 0                 | -          | -          | -                              | -                              | -                              | 30    | 0     |
| 2001-2002             | Olympique de Marseille | Division 1            | 26          | 0           | 3               | 0               | 2                 | 0                 | -          | -          | -                              | -                              | -                              | 31    | 0     |
| 2002-2003             | Olympique de Marseille | Ligue 1               | 33          | 1           | 2               | 0               | 4                 | 0                 | -          | -          | -                              | -                              | -                              | 39    | 1     |
| 2003-2004             | Olympique de Marseille | Ligue 1               | 12          | 0           | -               | -               | -                 | -                 | -          | -          | C3                             | 9                              | 0                              | 21    | 0     |
| 2004-2005             | Benfica Lisbonne       | SuperLiga             | 21          | 0           | 4               | 0               | -                 | -                 | 1          | 0          | C1+C3                          | 2+6                            | 0+1                            | 34    | 1     |
| jui.-jan. 2005-2006   | Benfica Lisbonne       | SuperLiga             | 3           | 0           | -               | -               | -                 | -                 | 1          | 0          | -                              | -                              | -                              | 4     | 0     |
| jan.-juin 2005-2006   | AS Monaco              | Ligue 1               | 15          | 1           | 1               | 0               | 1                 | 0                 | -          | -          | C3                             | 2                              | 0                              | 19    | 1     |
| 2006-2007             | AS Monaco              | Ligue 1               | 25          | 0           | 3               | 0               | 1                 | 0                 | -          | -          | -                              | -                              | -                              | 29    | 0     |
| 2007-2008             | RC Strasbourg          | Ligue 1               | 37          | 0           | 2               | 0               | -                 | -                 | -          | -          | -                              | -                              | -                              | 39    | 0     |
| Total sur la carrière | Total sur la carrière  | Total sur la carrière | 315         | 2           | 24              | 0               | 20                | 0                 | 2          | 0          | -                              | 39                             | 2                              | 400   | 4     |